# Седов, Григорий Семёнович
Григорий Семёнович Седо́в (12 (24) января 1836 — 15 (27) апреля 1884) — русский исторический живописец, академик Императорской Академии художеств.

## Биография
Григорий Седов родился в Москве 12 января 1836 года в семье мясоторговцев. Художественное образование получал сначала в школе живописи и ваяния в Москве, а затем в 1857 году поступил в академию художеств. Результатом успешного обучения стали: малая серебряная медаль за рисунок в 1858 г., большая серебряную медаль за рисунок и малая за этюд в 1859 г., а в 1860 году — большая медаль за этюд.

## Творчество
Его картины «Путешественники застигнутые дождем» и «Поход Олега на Царьград» были представлены на выставке 1862 года. В 1864 году Григорий Седов получил малую золотую медаль за программную картину «Меркурий усыпляет Аргуса», а в 1866 — большую золотую медаль и звание художника 1-й степени, с правом на пенсионерское пребывание за границей в течение шести лет, за программную работу «Обращение Владимира в христианство».
В 1867 году он уезжает в Париж, где прожил до 1870 года. В Париже Седов написал две картины: «Христос в темнице» и образ Пресвятой Троицы в куполе алтаря парижской православной церкви. Здесь же художник ослеп на один глаз. Незнание им иностранных языков и болезнь глаза сильно затрудняли его жизнь за границей.
В 1870 году художник вернулся в Россию, три последних года пенсионерства он провел в Москве, занимаясь в основном работой для церквей. В том же 1870 году Седов получил от академии художеств звание академика за картину «Иоанн Грозный и Малюта Скуратов».
В 1876 году Седов показал на выставке академии художеств свою известную картину: «Иван Грозный любуется Василисой Мелентьевной», которая имела огромный успех. Кроме перечисленных картин, Григорий Седов является автором таких полотен как: «Курская горожанка», «Саянка Щигровского уезда», «Царь Алексей Михайлович выбирает себе невесту», а также изображения четырёх евангелистов более натуральной величины и восьми пророков в церкви св. Троицы у Покровских ворот в Москве.
Имел награды: орден Святой Анны 3-й степени (1883).
Умер Григорий Семенович Седов в Москве.

## Галерея

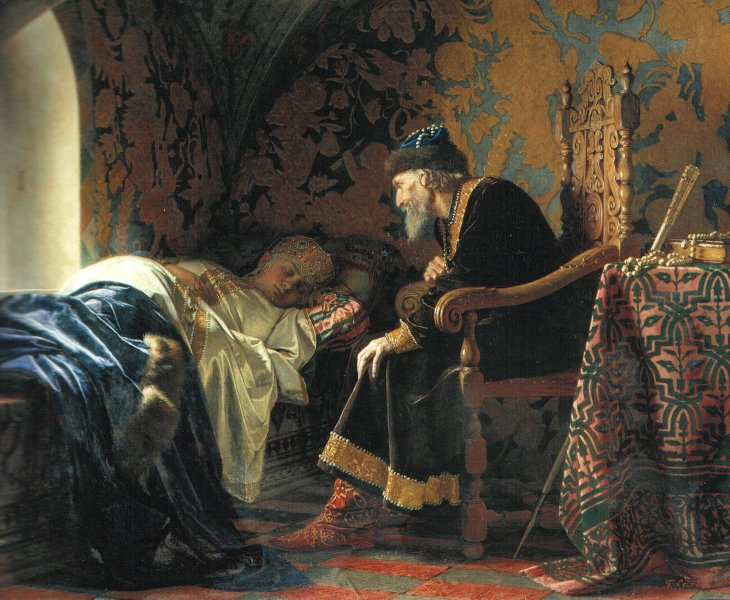
«Иван Грозный любуется Василисой Мелентьевной», 1876
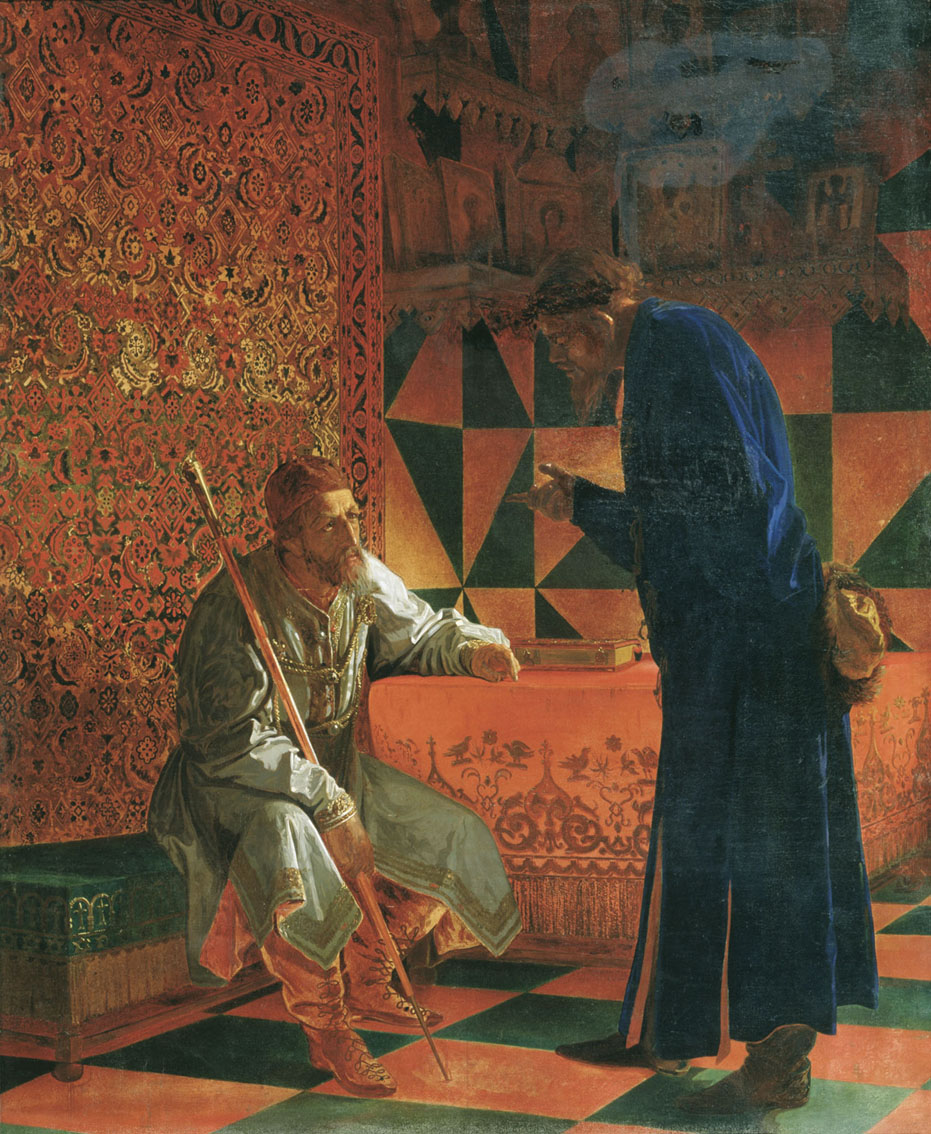
«Иоанн Грозный и Малюта Скуратов», 1870
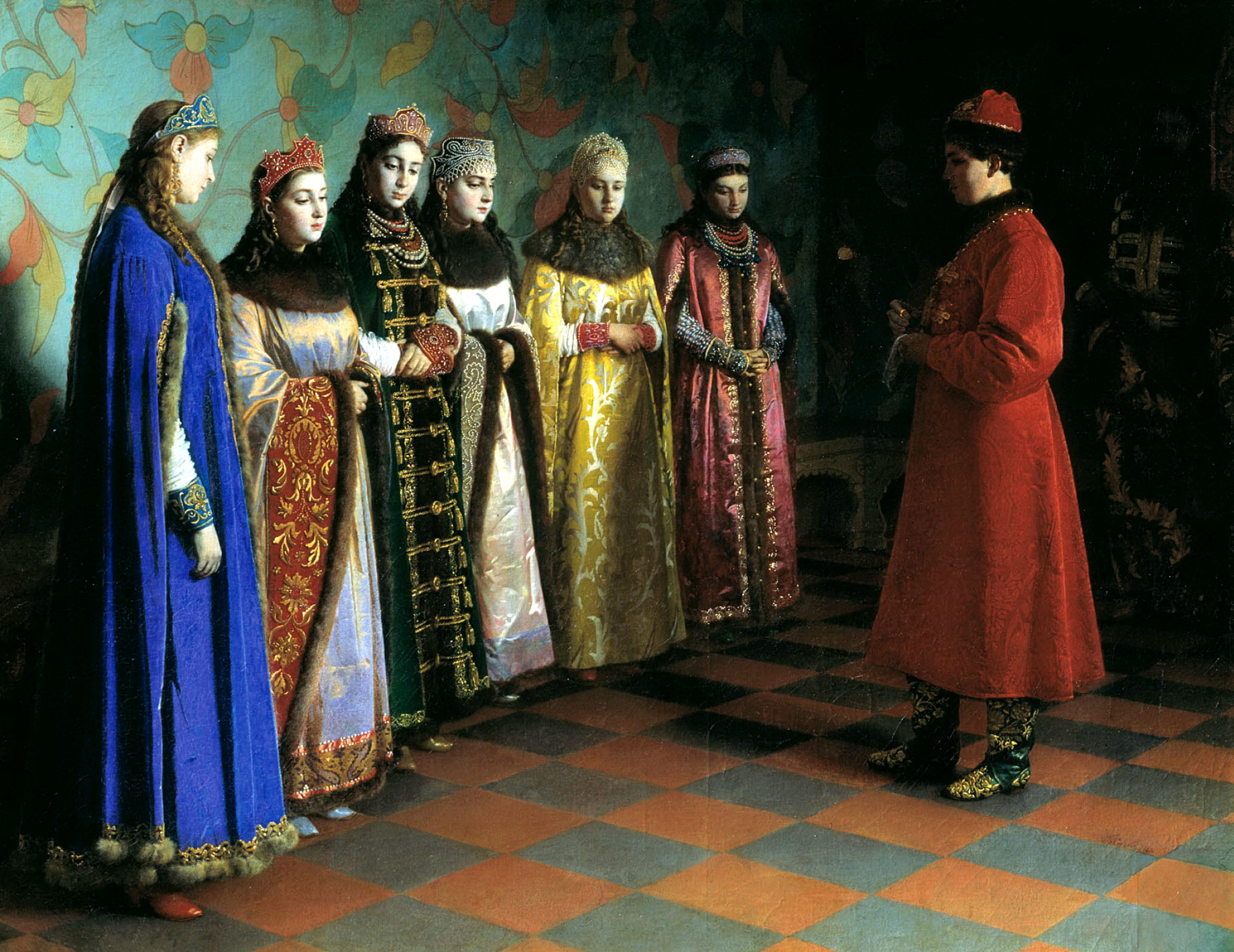
«Выбор невесты царём Алексеем Михайловичем», 1882
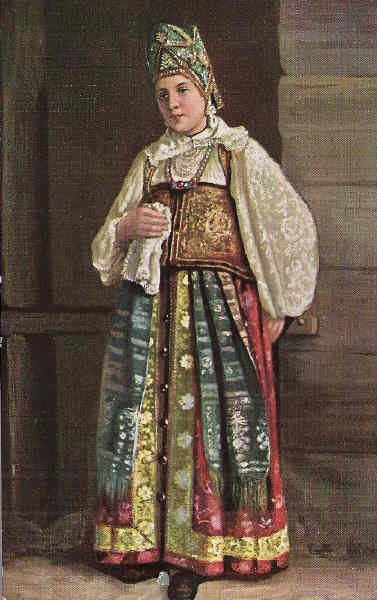
«Курская мещанка»